# 페처 라슬로
페처 라슬로(헝가리어: Pecha László, 1963년 10월 26일 ~ )는 헝가리의 은퇴한 축구 선수로 포지션은 미드필더이다.
1990년 7월 포항제철 아톰스(현 포항 스틸러스)에 2년 계약으로 입단했으나 1990 시즌부터 1991 시즌까지 15경기 밖에 출전하지 못하여 1991년 7월 고국으로 되돌아갔다. K리그에서 등록명은 베하를 사용하였다.